# Luis Miguel (álbum)
Luis Miguel es el decimonoveno álbum de estudio del cantante mexicano Luis Miguel, lazado al mercado el 14 de septiembre de 2010 por Warner Music Group de México. Este álbum marca la celebración de los 30 años de trayectoria del cantante, donde se desprenden los sencillos "Labios de miel" y "Tres palabras", tema principal de la telenovela mexicana El triunfo del amor (2010-2011) trasmitida por el Canal 2 de la cadena Televisa (México).
Se lanzó también una edición especial de lujo, que incluye cuatro temas, del mismo álbum, pero en versión dance remix.

## Historia
Este sería el proyecto más esperado del artista, debido a la enorme cantidad de especulaciones por parte de los diferentes tabloides, y el hecho de que Luis Miguel no había hecho una aparición pública desde el final de su tour. Fue el primer álbum de estudio del artista desde el disco Cómplices (2008).
El 26 de julio, hubo informes que el álbum sería lanzado entre agosto y septiembre, y que el título del álbum y el principal sencillo sería Labios de Miel. El primer sencillo fue lanzado el 2 de agosto, y su videoclip sería lanzado a finales de agosto.
El sencillo "Labios de Miel" debutó en el N.º 1 en la mayoría de las listas de México, y fue una de las canciones más descargadas en iTunes Music Store.
El 5 de agosto, se reveló oficialmente el título del álbum, así como la carátula. Posteriormente, el álbum fue puesto en preventa por varias tiendas de música, así como muchos sitios de Internet..

## Ventas
A tan solo 3 días de salir a la venta había conseguido la Certificación de Cuádruple Disco de Platino en México, además de Disco de Platino en Argentina y discos de Oro en Chile y Estados Unidos.

## Créditos del álbum
- Producido por: Luis Miguel
- Coproducción musical: Francisco Loyo
- Coordinación de producción: Shari Sutcliffe
- Técnico de grabación: Moogie Canazio
- Técnicos de mezcla: David Reitzas y Moogie Canazio
- Técnico de masterización: Ron McMaster
- Dirección de orquesta: Bill Ross, Jorge Calandrelli y Alejandro Carballo
- Preproducción y programación: Francisco Loyo y Salo Loyo
- Asistentes de grabación y mezcla: Pete Rauls, Ghazi Mourani, Mimi "Audia" Parker y Mitch Kenny
- Estudios de grabación: East West Studios y Record Plant Studios, Hollywood, California, EE. UU.
- Mezclado en: Record Plant Studios, Hollywood, California, EE. UU.
- Masterizado en: Capitol Mastering, Hollywood, California, EE. UU.
- Diseño gráfico: Julián Peploe Studio

## Créditos por pista
- Labios de miel

Bajo: Lalo Carrillo - Batería: Víctor Loyo - Guitarra: Henry Gutiérrez - Teclados: Alejandro Carballo, Andrés Peláez - Percusión: Tommy Aros - Arreglos de Metales: Jerry Hey - Trompetas: Gary Grant, Dan Fornero - Saxofones: Dan Higgins - Trombón: Bill Reichenbach - Arreglos Rítmicos y Programación: Alejandro Carballo, Henry Gutiérrez - Coros: Kenny O'Brien, Carlos Murguía, Will Wheaton, Giselda Vatcky, Bambi Jones, Terry Wood, Sergio Granados
- Mujer de fuego

Arreglos y Programación: Alejandro Carballo, Henry Gutiérrez - Bajo: Lalo Carrillo - Batería: Víctor Loyo - Guitarra: Henry Gutiérrez - Teclados: Alejandro Carballo - Percusión: Tommy Aros - Arreglos de Metales: Jerry Hey - Trompetas: Gary Grant, Dan Fornero - Saxofón Tenor: Dan Higgins - Saxofón Barítono: Jeff Nathanson - Trombones: Bill Reichenbach, Alejandro Carballo - Coros: Kenny O'Brien, Carlos Murguía, Will Wheaton, Giselda Vatcky, Bambi Jones, Terry Wood
- Tres palabras

Arreglos: Francisco Loyo - Introducción Musical y Arreglos de Cuerdas: Jorge Calandrelli - Bajo: Lalo Carrillo - Batería: Víctor Loyo - Guitarra: George Doering - Teclados: Francisco Loyo - Piano Eléctrico: Jorge Calandrelli - Percusión: Tommy Aros - Solo de Trompeta: Ramón Flores
- Ella es así

Arreglos y Programación: Francisco Loyo, Alejandro Carballo - Bajo: Lalo Carrillo - Batería: Víctor Loyo - Guitarra: Henry Gutiérrez - Teclados: Francisco Loyo - Teclados Adicionales: Alejandro Carballo, Salo Loyo - Percusión: Tommy Aros - Arreglos de Metales: Jerry Hey - Trompetas: Gary Grant, Dan Fornero - Saxofones: Dan Higgins - Trombón: Bill Reichenbach - Coros: Kenny O'Brien, Carlos Murguía, Will Wheaton, Giselda Vatcky, Bambi Jones, Terry Wood, Edgar Cortazar
- No existen límites

Intro Siente / No Existen Límites
La introducción musical es de la canción "Siente" de Alejandro Lerner y Roberto Sorokin
Arreglos: Francisco Loyo - Arreglos de Cuerdas: Bill Ross - Bajo: Lalo Carrillo - Batería: Victor Loyo - Guitarra: George Doering - Piano Eléctrico: Robbie Buchanan - Teclados: Salo Loyo - Percusión: Tommy Aros
- Siento

Arreglos: Francisco Loyo - Bajo: Lalo Carrillo - Batería: Víctor Loyo - Guitarra: Henry Gutiérrez - Teclados y Synth Solo: Francisco Loyo - Percusión: Tommy Aros - Arreglos de Metales: Jerry Hey - Trompetas: Gary Grant, Dan Fornero - Saxofones: Dan Higgins - Trombón: Bill Reichenbach - Arreglos de Coros: Mark Kibble - Coros: Take Six (Mark Kibble, Claude McKnight, Joel Kibbel, Christian Dentley, David Thomas, Alvin Chea)
- Lo que queda de mi

Arreglos: Francisco Loyo - Arreglos de Cuerdas: Bill Ross - Bajo: Lalo Carrillo - Batería: Víctor Loyo - Guitarra: George Doering - Piano Eléctrico: Robbie Buchanan - Teclados: Salo Loyo - Percusión: Tommy Aros
- Es por ti

Arreglos y Programación: Alejandro Carballo, Henry Gutiérrez - Bajo: Lalo Carrillo - Batería: Víctor Loyo - Guitarra y Solo: Henry Gutiérrez - Piano Eléctrico: Alejandro Carballo - Percusión: Tommy Aros - Arreglos de Metales: Jerry Hey - Trompetas: Gary Grant, Dan Fornero - Saxofones: Dan Higgins - Trombón: Bill Reichenbach - Coros: Kenny O'Brien, Carlos Murguía, Will Wheaton, Giselda Vatcky, Bambi Jones, Terry Wood
- De quién es usted

Arreglos: Francisco Loyo - Arreglos de Cuerdas: Bill Ross - Bajo: Lalo Carrillo - Batería: Víctor Loyo - Guitarra: George Doering - Piano Eléctrico: Robbie Buchanan - Teclados: Salo Loyo - Percusión: Tommy Aros
- Tal vez me mientes

Arreglos: Francisco Loyo - Bajo: Lalo Carrillo - Batería: Víctor Loyo - Guitarra: Henry Gutiérrez - Teclados: Francisco Loyo - Percusión: Tommy Aros - Arreglos de Metales: Jerry Hey - Trompetas: Gary Grant, Dan Fornero - Saxofones: Dan Higgins - Trombón: Bill Reichenbach - Coros: Kenny O'Brien, Carlos Murguía, Will Wheaton, Giselda Vatcky, Bambi Jones, Terry Wood, Sergio Granados - Solo de Guitarra: Steve Lukather

### No acreditados
- Earl Dumler - Oboe en Tres palabras y Lo que queda de mi
- Kenny O'Brien - Arreglos vocales, coros y dirección coral

## Listado de canciones
| N.º | Título                | Escritor(es)                                                                            | Duración |  |
| 1.  | «Labios de miel»      | Alejandro Carballo / Andrés Peláez / Ángel R. Larrañaga / Henry Gutiérrez / Luis Miguel | 3:54     |  |
| 2.  | «Mujer de fuego»      | Alejandro Carballo / Ángel R. Larrañaga / Héctor E. Gutiérrez / Luis Miguel             | 3:30     |  |
| 3.  | «Tres palabras»       | Osvaldo Farrés                                                                          | 2:55     |  |
| 4.  | «Ella es así»         | Alejandro Carballo / Edgar Cortazar / Francisco Loyo / Luis Miguel / Salo Loyo          | 2:47     |  |
| 5.  | «No existen límites*» | Armando Manzanero / Alejandro Lerner / Roberto Sorokin                                  | 3:26     |  |
| 6.  | «Siento»              | Edgar Cortázar / Francisco Loyo / Luis Miguel                                           | 3:21     |  |
| 7.  | «Lo que queda de mí»  | Armando Manzanero                                                                       | 2:44     |  |
| 8.  | «Es por ti»           | Alejandro Carballo / Ángel Roberto Larrañaga / Héctor E. Gutiérrez / Luis Miguel        | 3:34     |  |
| 9.  | «¿De quién es usted?» | Armando Manzanero                                                                       | 2:40     |  |
| 10. | «Tal vez me mientes»  | Ángel Roberto Larrañaga Flores / Francisco Loyo / Luis Miguel                           | 2:39     |  |

| Edición de Lujo |                                    |                                                                                         |          |  |
| N.º             | Título                             | Escritor(es)                                                                            | Duración |  |
| 11.             | «Labios De Miel (Dance Remix)»     | Alejandro Carballo / Andrés Peláez / Ángel R. Larrañaga / Henry Gutiérrez / Luis Miguel | 3:28     |  |
| 12.             | «Mujer De Fuego (Dance Remix)»     | Alejandro Carballo / Ángel R. Larrañaga / Héctor E. Gutiérrez / Luis Miguel             | 3:28     |  |
| 13.             | «Tal Vez Me Mientes (Dance Remix)» | Ángel Roberto Larrañaga Flores / Francisco Loyo / Luis Miguel                           | 3:31     |  |
| 14.             | «Es Por Ti (Dance Remix)»          | Alejandro Carballo / Ángel Roberto Larrañaga / Héctor E. Gutiérrez / Luis Miguel        | 3:57     |  |

(*) La introducción musical es de la canción "Siente" de Alejandro Lerner y Roberto Sorokin

## Posicionamiento en listas
| Listas (2011)     | Mejor posición |
| ----------------- | -------------- |
| Argentina (CAPIF) | 6              |